# Elzach
Elzach è un comune tedesco di 7 143 abitanti, situato nel land del Baden-Württemberg.